# سانگیل-دونگ
سانگیل-دونگ (به لاتین: Sangil-dong) یک منطقهٔ مسکونی در کره جنوبی است که در منطقه گانگدونگ واقع شده‌است.